# Okuri-ōkami
El Okuri-ōkami (送り狼; "lobo acosador") es un monstruo mistico de folklore en Japón. Es una criatura del grupo de Yōkai (妖怪; "demonios") y es temido como un acosador. Es traicionero y cobarde.

## Descripción
El Okuri-ōkami aparece como un lobo grande y negro azabache y acecha a los caminantes en la noche en parques desiertos y callejones oscuros. La víctima no lo ve, sólo puede oírlo jadear y sus pesados pasos. Algunas historias afirman que el lobo puede hablar, supuestamente amenaza con las palabras: „No te des la vuelta!“. Mientras la víctima no se dé la vuelta, tropieze o huya, entonces el Okuri-ōkami no atacará. El lobo quiere seguir a la víctima hasta su casa, para que luego se coma toda la familia. Haga que la víctima se detenga y diga: „Gracias por acompañarme.“ sin mirar al lobo. Entonces el Okuri-ōkami se escapa.

## Fondo de la leyenda
La palabra japonesa Okuri (送り) significa „escortar“ o „convoyar“. La palabra japonesa Ōkami (狼) significa „lobo“. La forma del Okuri-ōkami se inspiró en una especie de lobo, el Lobo de Honshu (Canis lupus hodophilax). Este lobo era común en la antigüedad, pero hoy esta extinto. El lobo de Honshu solía ser muy temido, porque se dice que cazaba niños en grandes manadas. Las víctimas treparon a los árboles y tuvieron que quedarse allí hasta que los cazadores ahuyentaron a los lobos. En el Japón de hoy, a los hombres también se les llama „Okuri-ōkami“, que actúan con mucha elegancia, para seducir a mujeres jóvenes solitarias. Le ofrecen a la mujer acompañarla a casa para atacarlas, violarlas y robarles allí.